# Geschichte der Juden in Namibia
Die Geschichte der Juden in Namibia beginnt mit der deutschen Kolonialzeit auf dem Gebiet des heutigen Staates Namibia. Die namibische Gemeinde untersteht dem Beth Din im südafrikanischen Johannesburg.
Im Zuge der Einwanderung europäischer Siedler wanderten auch deutschsprachige Juden überwiegend aus Osteuropa und dem deutschen Kaiserreich nach Deutsch-Südwestafrika aus. Kleine jüdische Gemeinden entstanden in Lüderitz und Swakopmund; in letzterer wurden ein Taharahaus und ein jüdischer Friedhof mit acht Gräbern angelegt.
Heute ist der jüdische Bevölkerungsanteil in Namibia nur noch verschwindend gering. Die meisten von ihnen leben mittlerweile in der Hauptstadt Windhoek. Dort gibt es eine orthodoxe Synagoge. Mit der Synagoge Keetmanshoop in Keetmanshoop bestand zwischen 1927 und 1973 eine weitere Synagoge in Namibia.
Den Höhepunkt hatte die jüdische Gemeinschaft mit bis zu 600 Mitgliedern Mitte der 1960er Jahre. 2005 gehörten noch etwa 10 Familien mit 30 Erwachsenen und 12 Kinder dem Judentum an. Im November 2015 umfasste die jüdische Gemeinde in Namibia nur noch etwa sieben Familien landesweit. Dem World Jewish Congress nach gab es 2016 100–300 Juden in Namibia.
Bekannteste jüdische Namibier waren Harold Pupkewitz, Abraham Bernard May, Jack Louis Levinson und Sam Cohen. Jüdische Friedhöfe befinden sind in Windhoek (Gammams-Friedhof), Keetmanshoop und Lüderitz.